# Elk Horn
Elk Horn is een plaats (city) in de Amerikaanse staat Iowa, en valt bestuurlijk gezien onder Shelby County.

## Demografie
Bij de volkstelling in 2000 werd het aantal inwoners vastgesteld op 649. In 2006 is het aantal inwoners door het United States Census Bureau geschat op 606, een daling van 43 (-6,6%).

## Geografie
Volgens het United States Census Bureau beslaat de plaats een oppervlakte van 2,0 km², geheel bestaande uit land. Elk Horn ligt op ongeveer 410 m boven zeeniveau.

## Plaatsen in de nabije omgeving
De onderstaande figuur toont nabijgelegen plaatsen in een straal van 20 km rond Elk Horn.